# Выборы в Верховный Совет РСФСР (1967)
Безальтернативные выборы в Верховный Совет РСФСР VII-го созыва прошли 12 марта 1967 года.

## Предшествующие события
Выборы в Верховный Совет РСФСР VII-го созыва прошли после отстранения Хрущёва от власти и перехода оной к Брежневу, что ознаменовало эпоху застоя, во времена которых и прошли данные события.

## Ход выборов
Выборы в VII-й созыв ВС РСФСР проходили согласно Положению о выборах в Верховный Совет РСФСР, утвержденного указом президиума Верховного совета РСФСР от 11 декабря 1950 года.

## Итог
| Состав VII-го созыва ВС РСФСР | Состав VII-го созыва ВС РСФСР | Состав VII-го созыва ВС РСФСР | Состав VII-го созыва ВС РСФСР | Состав VII-го созыва ВС РСФСР |
| Партия                        | Голосов                       | %                             | Мест                          | Изменение                     |
| ----------------------------- | ----------------------------- | ----------------------------- | ----------------------------- | ----------------------------- |
| КПСС                          | N/A                           | N/A                           | 883                           | ▼-1, 0%                       |
| Беспартийные                  | N/A                           | N/A                           | 0                             | ▬ без изменений               |
| Прочие партии                 | N/A                           | N/A                           | 0                             | ▬ без изменений               |
| Общий результат               | N/A                           | 100                           | 883                           | ▬ без изменений               |